# Point Loma

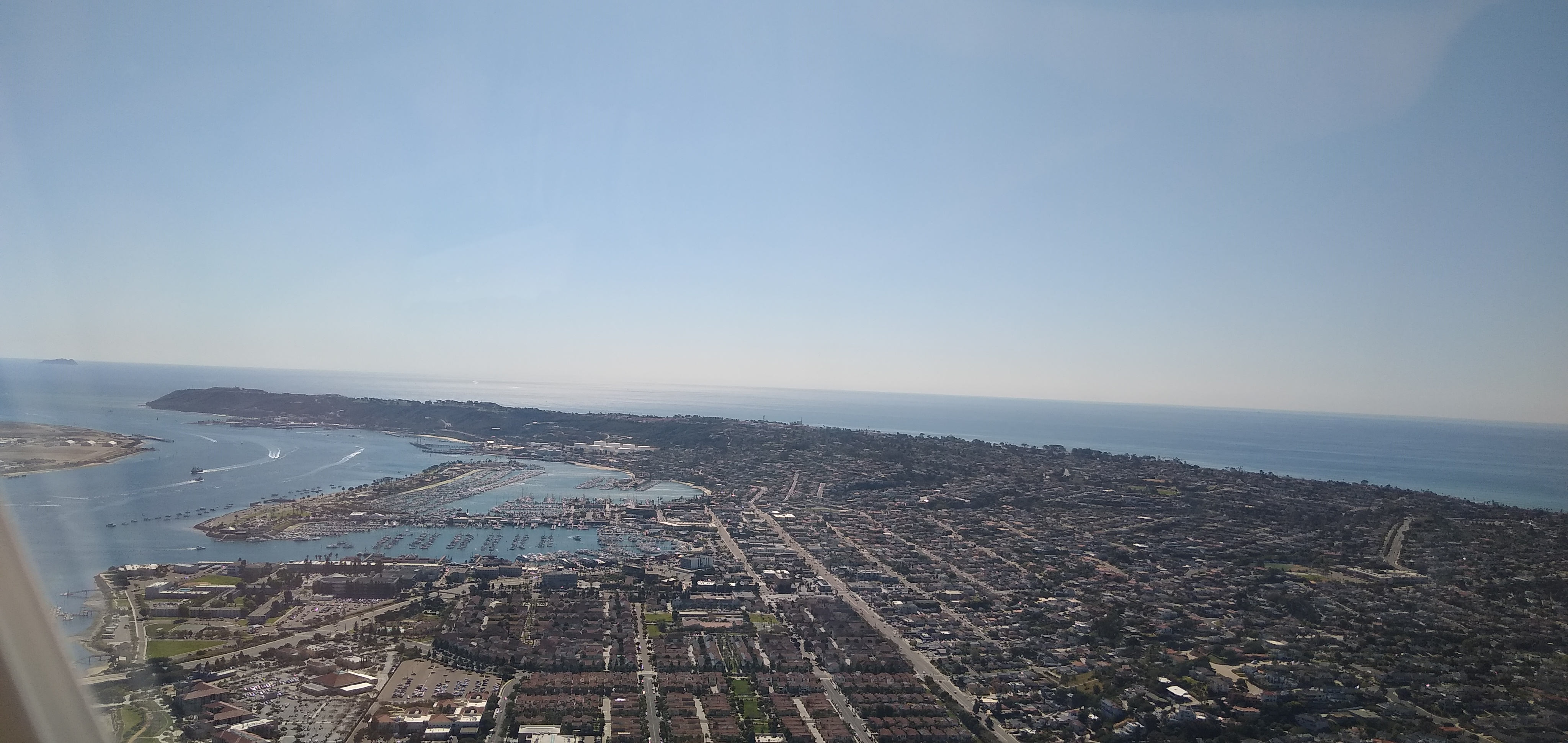
Luchtfoto van Point Loma in San Diego, met rechts op de foto Sunset Cliffs en links Coronado Island zichtbaar.

Point Loma (Spaans: Punta de la Loma, wat "heuvelpunt" betekent; Kumeyaay: Amat Kunyily, wat "zwarte aarde" betekent) is een kustgemeenschap in San Diego, Californië. Het gebied is geografisch gezien een heuvelachtig schiereiland, begrensd door de Grote Oceaan in het westen en zuiden, de baai van San Diego en Old Town in het oosten, en de San Diego River in het noorden. Samen met het schiereiland Silver Strand/Coronado vormt Point Loma de natuurlijke grens van de baai van San Diego en scheidt het deze van de oceaan. De term "Point Loma" verwijst zowel naar het schiereiland als naar de wijk die erop gelegen is.
Point Loma is historisch van belang als de plek waar de eerste Europese expeditie aan land ging in het huidige Californië. Tegenwoordig omvat het gebied onder meer twee grote militaire bases, een nationale begraafplaats, een nationaal monument, een universiteit, en diverse woon- en winkelgebieden. Volgens de volkstelling van 2010 heeft Point Loma, inclusief Ocean Beach, een geschatte bevolking van 47.981. Het Peninsula Planning Area, waarin het grootste deel van Point Loma valt, beslaat circa 1.800 hectare.

## Geschiedenis

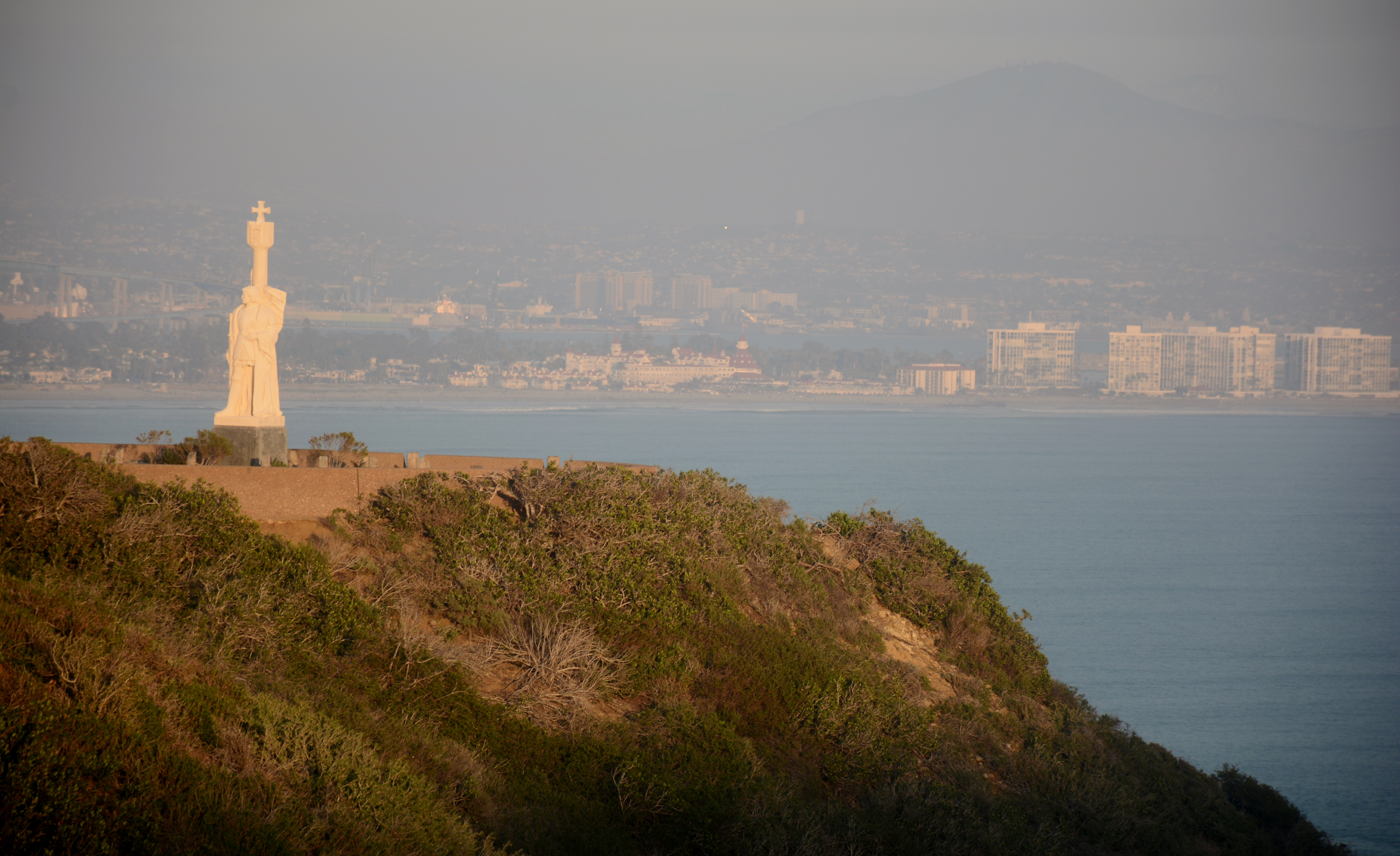
Cabrillo National Monument, met San Diego op de achtergrond.

De geschiedenis van Point Loma is rijk en veelzijdig. De Kumeyaay noemden het gebied Amat Kunyily (“zwarte aarde”) en gebruikten het seizoensgebonden voor het verzamelen van schaaldieren, hoewel er geen permanente nederzettingen waren vanwege het gebrek aan zoet water. Op 28 september 1542 werd Point Loma de eerste plek in het huidige Californië waar Europeanen aan land gingen, toen de Portugese ontdekkingsreiziger Juan Rodríguez Cabrillo, in dienst van Spanje, de baai van San Diego verkende. 
In de 18e eeuw werd La Playa aan de oostkust van Point Loma een belangrijke overslagplaats voor de missiepost San Diego, bereikbaar via de historische La Playa Trail. In 1797 bouwden de Spanjaarden er Fort Guijarros op het huidige Ballast Point. Vanaf 1852 kreeg het zuidelijke deel van het schiereiland een militaire functie met Fort Rosecrans en later belangrijke marinefaciliteiten. 
Tijdens de Tweede Wereldoorlog werd het gebied gesloten voor burgers. In de vroege 20e eeuw vestigde de Theosofische Vereniging zich op “Lomaland”, wat bijdroeg aan de culturele ontwikkeling van San Diego en het gebied voorzag van vegetatie zoals eucalyptus en avocado. Point Loma werd later ook bekend door pioniers in het zweefvliegen, waaronder William Hawley Bowlus en Charles Lindbergh, die er zijn vliegtuig The Spirit of St. Louis testte. Tot op heden getuigen monumenten als het Old Point Loma Lighthouse en Cabrillo National Monument van de historische betekenis van dit deel van San Diego.
- Gemeinsame Normdatei: 4730183-1
- Library of Congress Control Number: sh96008755
- National Archives and Records Administration: 10043427
- Nationale Bibliotheek van Israël: 987007563648005171
- Système universitaire de documentation: 204369444
- Virtual International Authority File: 315530381